# Пісочна анімація
Пісочна анімація, сипуча анімація або техніка порошку (англ. Sand animation, Powder animation) — стиль образотворчого мистецтва, а також технологія створення анімаційних фільмів. Легкий порошок — зазвичай очищений та просіяний пісок, але також сіль, кава чи щось інше — тонкими шарами наноситься на скло; за допомогою діапроєктора чи світлової дошки зображення, що утворюється, можна передавати на екран. Зазвичай всі дії виконуються руками, але як прилад можуть використовуватися пензлики. Винахідником стилю є канадська режисер-мультиплікатор Керолін Ліф. Частіше пісочна анімація виконується «наживо», коли художник змінює картину з піску прямо перед публікою. Така вистава потребує від виконавця особливого професіоналізму та обережності, оскільки картина може бути легко зіпсована від необережного поруху.

## Історія
Техніку анімації за допомогою піску започаткувала Керолайн Ліф, коли була студенткою Гарвардського університету в 1968 році. Вона створила свій перший фільм «Пісок, або Пітер і вовк» (1968), насипавши пляжний пісок на лайтбокс і маніпулюючи піщинками для створення фігур, текстур і руху, кадр за кадром. У 1970-х роках Елі Нойєс, ще один випускник Гарварду, створив короткометражні фільми «Пісочна людина» (1973) та «Пісочна абетка» (1974), які увійшли до дитячої освітньої телепрограми «Вулиця Сезам». Приблизно в той самий час італійська студія Misseri випустила серіал A.E.I.O.U., який був намальований мокрим піском. У 1977 році «Піщаний замок» голландсько-канадського аніматора Ко Ходемана отримав премію «Оскар» за найкращий анімаційний короткометражний фільм. У 2006 році Герт ван дер Війвер створив серіал «Пісочний маг» («De Zandtovenaar») на голландському національному телебаченні, а відтоді займається анімацією для щорічної вистави на відкритому повітрі «Пристрасті» («The Passion»).

## Зовнішні ресурси
- We stand with Ukraine
- The official website of Ilana Yahav
- Песочное шоу «ARTSAND.NET» Офіційний сайт АЛЬОНИ ВОЙНОВОЇ
- Офіційний сайт Ференца Чако
- Офіційний сайт Ілани Яхав
- Офіційний сайт Дейвіда Міріама
- Офіційний сайт Алли Чурікової
- Офіційний сайт «Арт-студії Desert Roses»
- Сторінка на YouTube Ксенії Симонової
- Дарія Пушанкіна — Перша українська художниця з пісочної анімації, сторінка на YouTube
- Sandmalerei Team — Группа пісочних аніматорів (митців), вихідців з України та країн СНД які працюють у Німеччині
- Сторінка на Sandmalerei Team